# 溫德韋厄河
52°2′28″N 8°36′52″E / 52.04111°N 8.61444°E

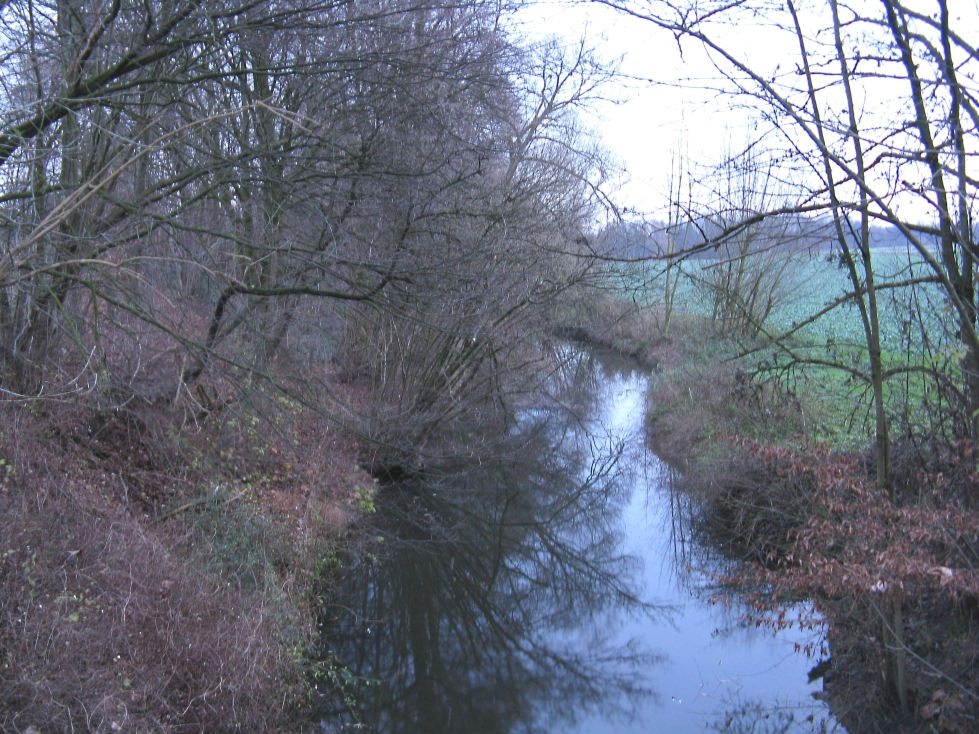
溫德韋厄河

溫德韋厄河（德語：Windwehe），是德國的河流，位於該國西部，處於北萊茵-威斯特法倫州，屬於盧特河的右支流，河道全長12.5公里，流域面積54.3平方公里。